# 来自中国北方的情人
《来自中国北方的情人》（法语：L'Amant de la Chine du Nord）為法国女作家玛格丽特·杜拉斯（英語：Marguerite Duras）的小说作品。法语第一版由伽利玛出版社出版社於1991年6月13日出版。
在很多人看来，《来自中国北方的情人》是对《情人》的扩写和延续。当中较为人熟知是当中一句「始终没有结束。 永远没被遗忘。」